# BIRG
BIRG („pławienie się w cudzej chwale”, ang. Bask in Reflected Glory) – mechanizm psychiczny polegający na podnoszeniu swojej samooceny poprzez identyfikację z grupą. Przykładem może być noszenie koszulek uniwersytetów przez studentów czy szalików zwycięskich drużyn przez kibiców.